# کارو (شهر)
کارو (به ایتالیایی: Carrù) یک کومونه در ایتالیا است که در استان کونیو واقع شده‌است. کارو ۲۶٫۰ کیلومتر مربع مساحت و ۴٬۳۷۶ نفر جمعیت دارد و ۳۶۵ متر بالاتر از سطح دریا واقع شده‌است.